# Charles Mooney
Charles Michael Mooney (ur. 27 stycznia 1951 w Waszyngtonie) – amerykański bokser kategorii koguciej, srebrny medalista letnich igrzysk olimpijskich w Montrealu. W walce o złoty medal przegrał z północnokoreańskim bokserem Gu Yong-ju.